# Трихаты
Трихаты (укр. Трихати) — село в Николаевском районе Николаевской области Украины.
Население по переписи 2001 года составляло 1110 человек. Почтовый индекс — 57120. Телефонный код — 512.

## Местный совет
57120, Николаевская обл., Николаевский р-н, с. Трихаты, ул. Октября, 60; тел. 33-65-09